# Gammaglobulina

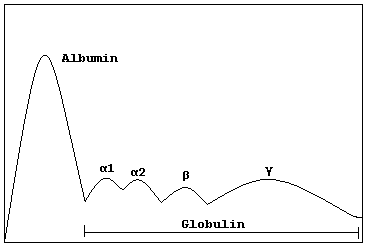
Representació esquemàtica d'una electroforesi proteica en gel

La gammaglobulina és un tipus de globulina denominada així per aparèixer en últim lloc en separar les proteïnes del sèrum sanguini mitjançant una electroforesi. El principal tipus de gamma globulina és el dels anticossos o immunoglobulines (Igs), encara que algunes Igs no migren en aquesta fracció de l'electroforesi.

## Definició
Les proteïnes globulars presents en el sèrum sanguini que migren a la regió gamma (per trobar-se carregades elèctricament de forma positiva) en una electroforesi es denominen gamma globulines. El terme gamma globulina és usat amb freqüència com a sinònim d'immunoglobulina, ja que la majoria de les immunoglobulines són gamma globulines, no obstant això atès que algunes immunoglobulines migren a les regions alfa o beta, el terme tendeix a usar-se menys.

## Immunoteràpia no específica
En pacients amb malalties del sistema immunitari que impedeixen la producció endògena de gamma globulines, és possible suplementar-les farmacològicament.
Les gamma-globulines humanes s'administren en cas de Agammaglobulinemia associada a X (XLA) o en Immunodeficiència comuna variable (CVID); mai han d'administrar-se a pacients amb deficiència selectiva d'Immunoglobulina A (Ig A), ja que aquesta malaltia en general és asimptomàtica i el sistema de defenses d'aquests pacients pot desenvolupar anticossos contra la Ig A externa causant quadres d'anafilaxis.

## Efectes secundaris
Els efectes secundaris de menor importància com mal de cap, dolor d'esquena, dolor de l'entroncament o del múscul, i una sensació general de malaltia es produeixen generalment mentre el cos s'ajusta a aquesta medicina. Aquests problemes no necessiten l'atenció mèdica tret que continuïn.
Altres efectes secundaris, com problemes de respiració o un batec del cor ràpid o que copeja, han de ser atesos per un metge al més aviat possible.
Qualsevol persona que mostri els símptomes següents de la sobredosi ha de consultar un metge immediatament:
- Cansament o feblesa inusual
- Vertígens
- Nàusees
- Vòmits
- Febre
- Fredors (esgarrifances)
- Tibantor en el pit
- Enrogiment del rostre
- Sudoració

## Interaccions
El pacient al que li receptin gamma globulina ha d'informar al metge d'altres medicines que estigui prenent, ja que les gamma globulines podrien interferir amb el tractament.